# 蒂氏倣鯨魚
蒂氏倣鯨魚為輻鰭魚綱鯨頭魚目倣鯨科的其中一種，分布於中西大西洋的百慕達群島海域，屬深海魚類，棲息深度可達1856公尺，體長可達10.5公分。